# Werner Stepanek
Werner Stepanek (* 17. August 1952 in Göppingen) ist ein deutscher Pädagoge und leitete die Kaufmännische Schule in Göppingen bis 2010. Er ist vielfältig bürgerschaftlich engagiert, unter anderem als Vorsitzender des Kuratoriums der Evangelischen Akademie Bad Boll und Mitglied der Synode der Evangelischen Kirche Deutschlands. In seiner Freizeit hat er als Stahlbildhauer überregionales Ansehen erworben. 

## Beruflicher Werdegang
Nach dem Abitur in Göppingen 1972 studierte Werner Stepanek Wirtschaftswissenschaft und Germanistik in Tübingen mit dem Abschluss zum Lehrer an Kaufmännischen Schulen. Seit 1978 arbeitet er an der Kaufmännischen Schule in Göppingen, die er vom 1997 bis 2010 als Oberstudiendirektor leitete. 2008 legte er den Grundstein für eine Stiftung der Kaufmännischen Schule Göppingen „Zukunft Bilden“, um Stipendien, Forschungsaufträge, Betriebspraktika und anderes wirkungsvoll zu fördern. Kulturelle Veranstaltungen, Ausstellungen und Konzerte tragen zur Finanzierung der Stiftung bei.

## Ehrenamtliche Tätigkeiten
1977 bis 1996 war Stepanek Vorsitzender der SPD im Göppinger Teilort Faurndau. 1979 bis 2000 war er Stadtrat in Göppingen und 1995–2000 Vorsitzender der SPD-Fraktion. Für die Gemeinderatswahlen 2000 stellte er sich nicht mehr zur Verfügung, um genügend Zeit für andere Aktivitäten zu haben. 
Seit 2008 ist Stepanek Mitglied der 14. Synode der Evangelischen Landeskirche in Württemberg und Mitglied der Synode der Evangelischen Kirche in Deutschland. Außerdem ist er Vorsitzender des Kuratoriums der Evangelischen Akademie Bad Boll. Seit 2010 ist er Vorsitzender des ständigen EKD-Ausschusses "Erziehung, Bildung und Jugend".
In seiner Freizeit arbeitet Stepanek seit 1978 als Stahlbildhauer.  Er beteiligte sich an zahlreichen Wettbewerben. Arbeiten von Stepanek im öffentlichen Raum stehen vor der Zeppelin-Schule in Leinfelden-Echterdingen, im Beruflichen Schulzentrum „auf dem Säer“, Nürtingen, an der alten Bahntrasse Bad-Ditzenbach-Gosbach und vor dem Haus der Jugend in Göppingen. Seine „Labora“ befindet sich seit 2002 auf dem Wein-Panorama-Weg in Heilbronn. 2001 gründete Stepanek die Initiative Alter Farrenstall Faurndau, deren Vorsitzender er ist. Inzwischen wurde aus dem baufälligen Gebäude ein Kulturzentrum. In Göppingen-Faurndau betreibt Werner Stepanek im ehemaligen „Notkirchlein“ eine Galerie für zeitgenössische Kunst.

## Ausstellungen oder Ausstellungsbeteiligungen (Auswahl)
- 1999 Rechberghäuser Kunstsommer (Katalog)
- 2000 Projekt „Tagwerk“ Faurndau[4]
- 2002 Bündnis „Kunst, Kirche und Arbeit“ des Dekanatsverbandes Göppingen Geislingen[5]
- 2002 Einzelausstellung auf Schloß Filseck[6]
- 2005 „Stahlskulpturen im öffentlichen Raum“ in Dettingen/Teck
- 2008 Skulpturen in und um die Oberhofenkirche in Göppingen[7]
- 2009 Kunst in der Zehntscheuer, Weissach
- 2010 Skulpturen in der Klosterkirche Lobenfeld/Heidelberg
- 2012 Werkschau 1992 - 2012 in der Evangelischen Akademie Bad Boll (Katalog, Werner Stepanek, Skulpturen 1992–2012, Manuela Kinzel Verlag)